# Botesdale
Botesdale è un villaggio e una parrocchia civile nel distretto del Mid Suffolk, nella contea del Suffolk. Esso si trova a circa 10 km a sudovest di Diss, 40 km a sud di Norwich e 26 km a est di Bury St Edmunds. Il villaggio di Rickinghall si unisce a Botesdale lungo la strada B1113, localmente nota semplicemente come The Street: la loro prossimità le fa apparire come un'unica area residenziale e il confine fra le due è difficile da individuare.
Bottelmsdale può essere un'antica variante del nome, vista nel 1381.